# 南美鴨嘴鯰
南美鴨嘴鯰，為輻鰭魚綱鯰形目長鬚鯰科的其中一種，分布於南美洲亞馬遜河中游及巴拉那河流域，體長可達60.5公分，棲息在河川底層水域，屬肉食性，生活習性不明。

## 擴展閱讀
維基物種上的相關：南美鴨嘴鯰